# New Canada
New Canada és una població dels Estats Units a l'estat de Maine (EUA). Segons el cens del 2000 tenia 306 habitants.

## Demografia
Segons el cens del 2000, New Canada tenia 306 habitants, 108 habitatges, i 89 famílies. La densitat de població era de 3,3 habitants/km².
Dels 108 habitatges en un 38,9% hi vivien nens de menys de 18 anys, en un 73,1% hi vivien parelles casades, en un 1,9% dones solteres, i en un 16,7% no eren unitats familiars. En el 13% dels habitatges hi vivien persones soles el 5,6% de les quals corresponia a persones de 65 anys o més que vivien soles. El nombre mitjà de persones vivint en cada habitatge era de 2,83 i el nombre mitjà de persones que vivien en cada família era de 3,09.
Per edats la població es repartia de la següent manera: un 28,1% tenia menys de 18 anys, un 5,6% entre 18 i 24, un 32,7% entre 25 i 44, un 23,5% de 45 a 60 i un 10,1% 65 anys o més.
L'edat mediana era de 34 anys. Per cada 100 dones de 18 o més anys hi havia 105,6 homes.
La renda mediana per habitatge era de 38.000 $ i la renda mediana per família de 39.500 $. Els homes tenien una renda mediana de 30.962 $ mentre que les dones 13.750 $. La renda per capita de la població era de 15.415 $. Entorn del 8,2% de les famílies i el 9,6% de la població estaven per davall del llindar de pobresa.